# カトリック深堀教会
カトリック深堀教会（カトリックふかほりきょうかい）は、長崎県長崎市にある、キリスト教（カトリック）の聖堂。

## 沿革
- 1960年9月、渋谷治神父が深堀城跡（陣屋跡）を購入して引退生活を始めたのを機会に、近くの信者たちにもその家屋を開放したのが始まり。
- 1972年10月7日、渋谷師の逝去に伴い正式な小教区となった。
- 1976年5月に旧聖堂が建立・献堂。
- 2001年に献堂25周年を迎えるにあたり外装内装の工事が行われ、同11月25日歴代の主任神父を迎えて、記念ミサが捧げられた。
- その後、老朽化に伴い旧聖堂から場所を坂の上に移して2014年9月20日、高見三明大司教司式により新聖堂が献堂された。1976年に献堂された旧聖堂

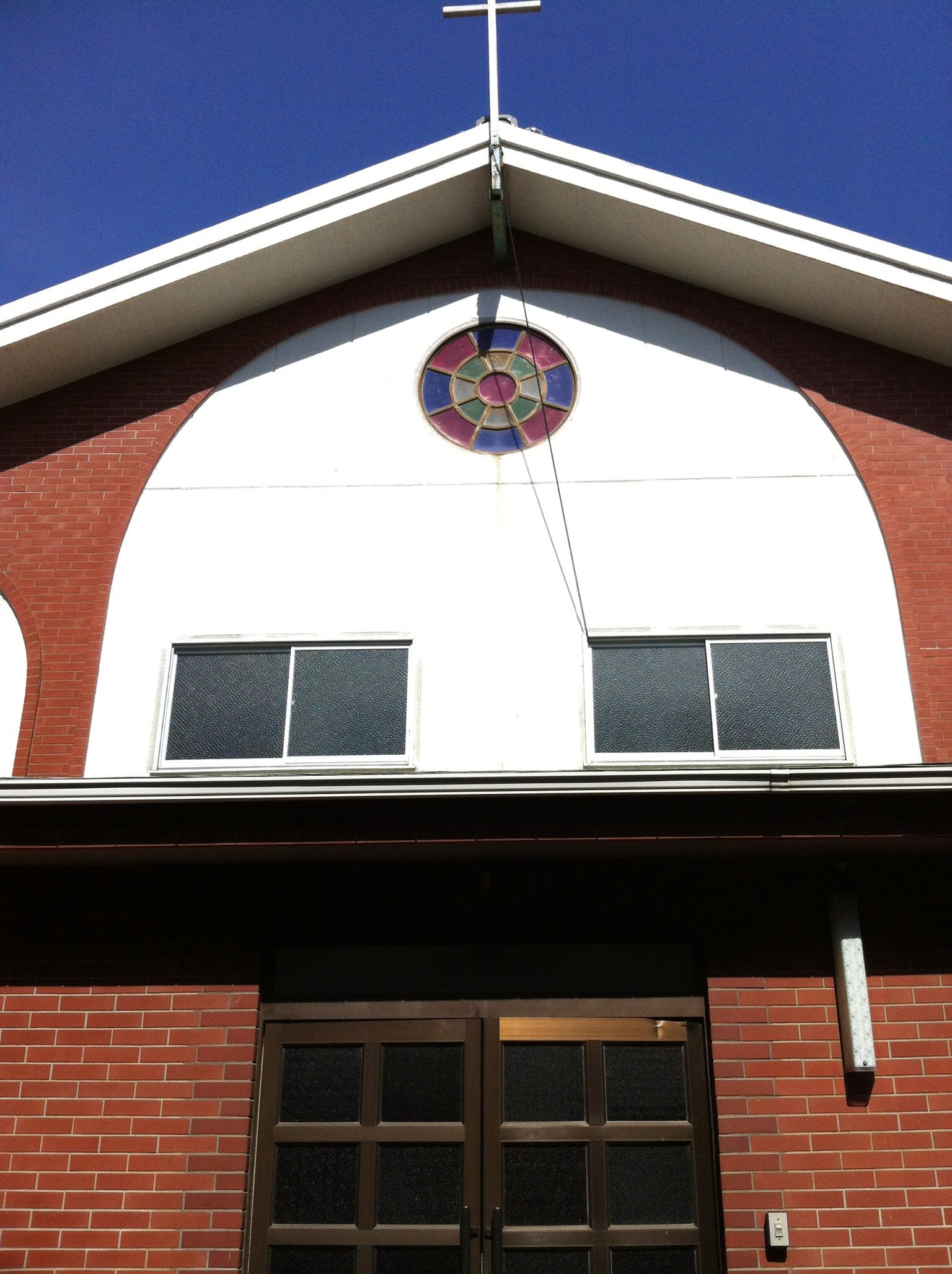
1976年に献堂された旧聖堂